# Acacia prasinata
Acacia prasinata är en ärtväxtart som beskrevs av Asfaw. Acacia prasinata ingår i släktet akacior, och familjen ärtväxter. IUCN kategoriserar arten globalt som sårbar. Inga underarter finns listade i Catalogue of Life.